# Wolayita
Pour les articles homonymes, voir Wolaytta.
La zone Wolayita est  une zone d'Éthiopie située dans la région Éthiopie du Sud. Elle compte 172 514 habitants en 2007. Son chef-lieu, Sodo, est aussi la capitale de la région.

## Géographie
- Omo
- Bilate
- lac Abaya

La  zone Wolayita s'étend de l'Omo à la rivière Bilate et au lac Abaya dans la vallée du Grand Rift, environ 300 km au sud-ouest d'Addis-Abeba.
Située à l'extrémité nord de la région Éthiopie du Sud, elle est entourée par les régions Éthiopie du Sud-Ouest, Éthiopie du Centre, Oromia et Sidama.
L'altitude varie d'environ 2 750 m au mont Damota à moins de 700 m au bord de l'Omo.

## Woredas
Au début des années 2000, la zone Wolayita se compose de sept woredas appelés Boloso Sore, Damot Gale, Damot Weyde, Humbo, Kindo Koysha, Ofa et Sodo Zuria.
Elle compte treize woredas au recensement national de 2007, :
- Boloso Bombe, détaché de Boloso Sore ;
- Boloso Sore ;
- Damot Gale ;
- Damot Pulasa, détaché de Damot Gale ;
- Damot Sore, détaché de Boloso Sore ;
- Damot Weyde ;
- Diguna Fango, détaché de Damot Weyde ;
- Humbo ;
- Kindo Didaye, détaché d'Ofa ;
- Kindo Koysha ;
- Ofa ;
- Sodo, détaché de Sodo Zuria ;
- Sodo Zuria.

Elle conserve cette composition jusque dans les années 2010 avant de passer à 22 woredas avec des subdivisions telles que
- Abala Abaya et Hobicha (détachés de Humbo) ;
- Bayra Koysha (principalement détaché de Sodo Zuria) ;
- Kawo Koysha (principalement détaché de Kindo Didaye) ;

tandis que les villes d'Areka, Boditi, Gesuba, Gununo et Tebela obtiennent le statut de woreda,.

## Démographie
Le recensement national de 2007 fait état de 1 501 112 habitants dans la zone dont 11 % de citadins. Près de 97 % des habitants sont des Welaytas, 1 % sont des Hadiya et 0,6 % sont des Amharas. Près de 97 % ont pour langue maternelle le wolaitta, 1 % l'amharique et 0,5 % le hadiyya. Environ 71 % sont protestants, 21 % sont orthodoxes et 5 % sont catholiques.
Outre Sodo qui a 76 050 habitants en 2007, les principales villes de la zone sont Areka  et Boditi qui ont respectivement 31 408 et 24 133 habitants en 2007. Bale Hawassa, Tebela et Gununo dépassent 6 000 habitants tandis que Gesuba, Shanto et Bedesa ont de l'ordre de 5 000 habitants à la même date.
| Woreda 2007  | Population 2007 | Agglomérations,        |
| ------------ | --------------- | ---------------------- |
| Boloso Bombe | 87 956          | Bonibe                 |
| Boloso Sore  | 197 973         | Areka                  |
| Damot Gale   | 151 079         | Boditi                 |
| Damot Pulasa | 105 157         | Shanto                 |
| Damot Sore   | 100 683         | Gununo                 |
| Damot Weyde  | 91 602          | Bedesa                 |
| Diguna Fango | 96 480          | Bitena, Dimtu          |
| Humbo        | 125 441         | Tebela                 |
| Kindo Didaye | 97 566          | Halele                 |
| Kindo Koysha | 104 564         | Bale Hawassa (ou Bele) |
| Ofa          | 103 870         | Gesuba                 |
| Sodo         | 76 050          | Sodo                   |
| Sodo Zuria   | 162 691         | -                      |

En 2022, la population est estimée sur le même périmètre à 2 191 704 personnes pour 4 512 km2 de superficie soit une densité de population de 486 personnes par km2.

## Personnalités
- Haile Mariam Dessalegn, ancien Premier ministre d'Éthiopie, né à Boloso Sore.

## Galerie

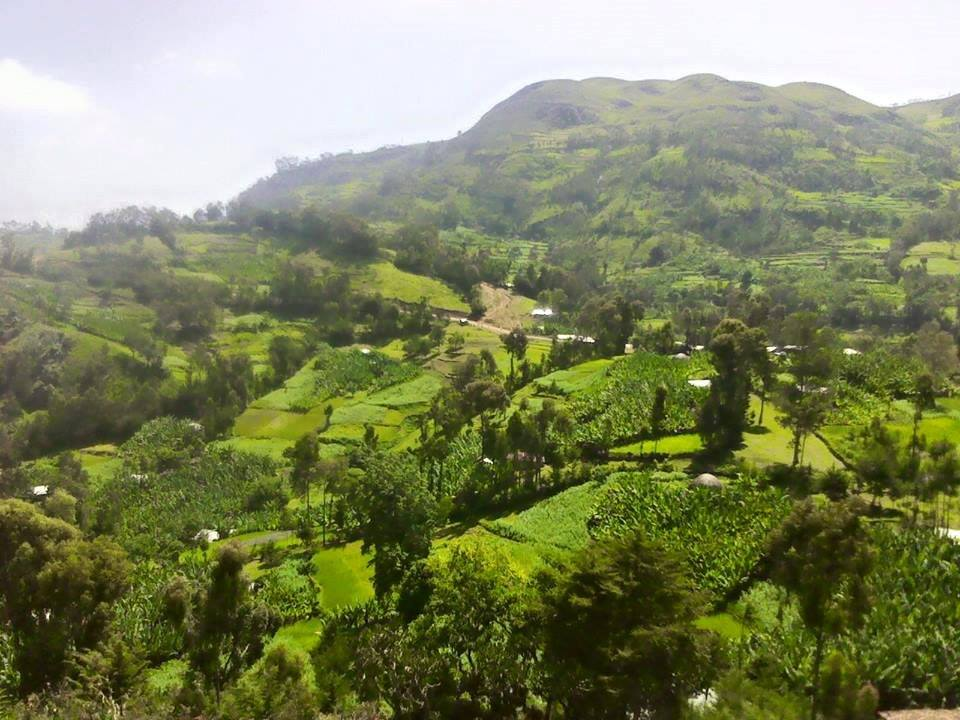
Paysage rural.
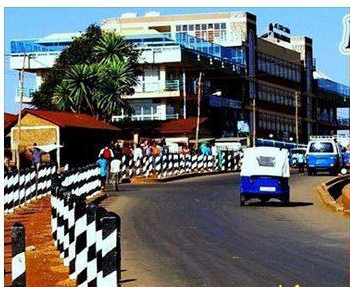
Paysage urbain.
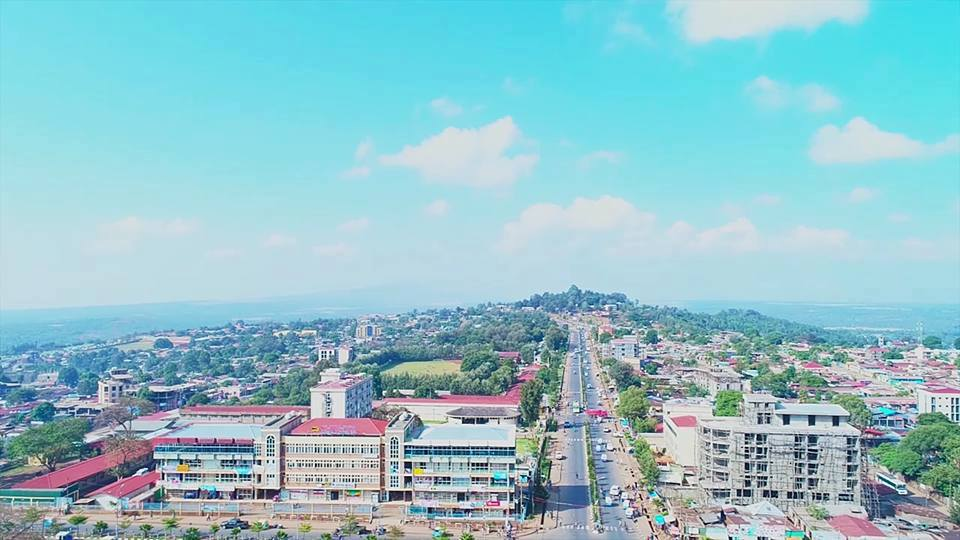
Centre ville de Sodo.
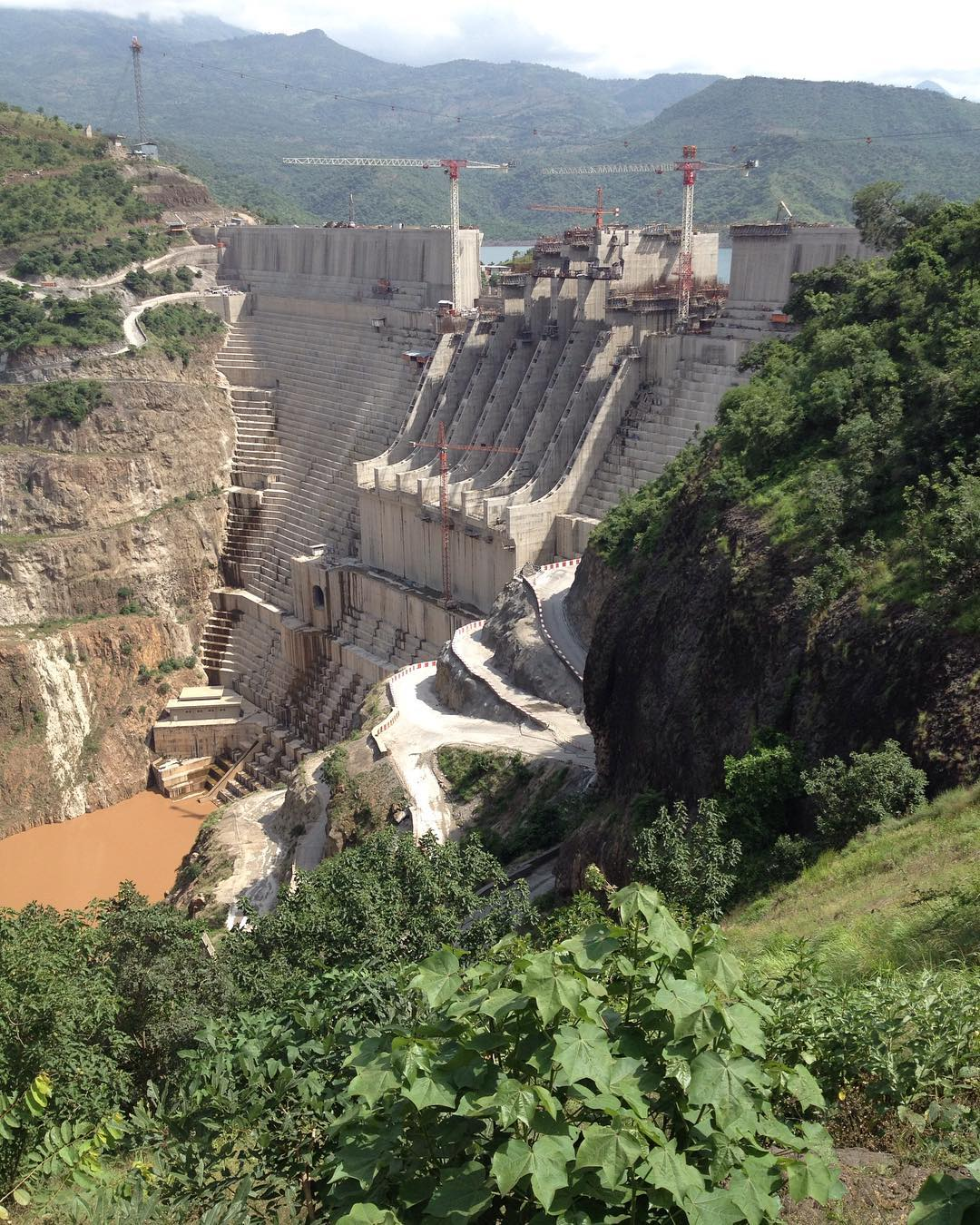
Barrage sur l'Omo.